# Лунинец (аэродром)

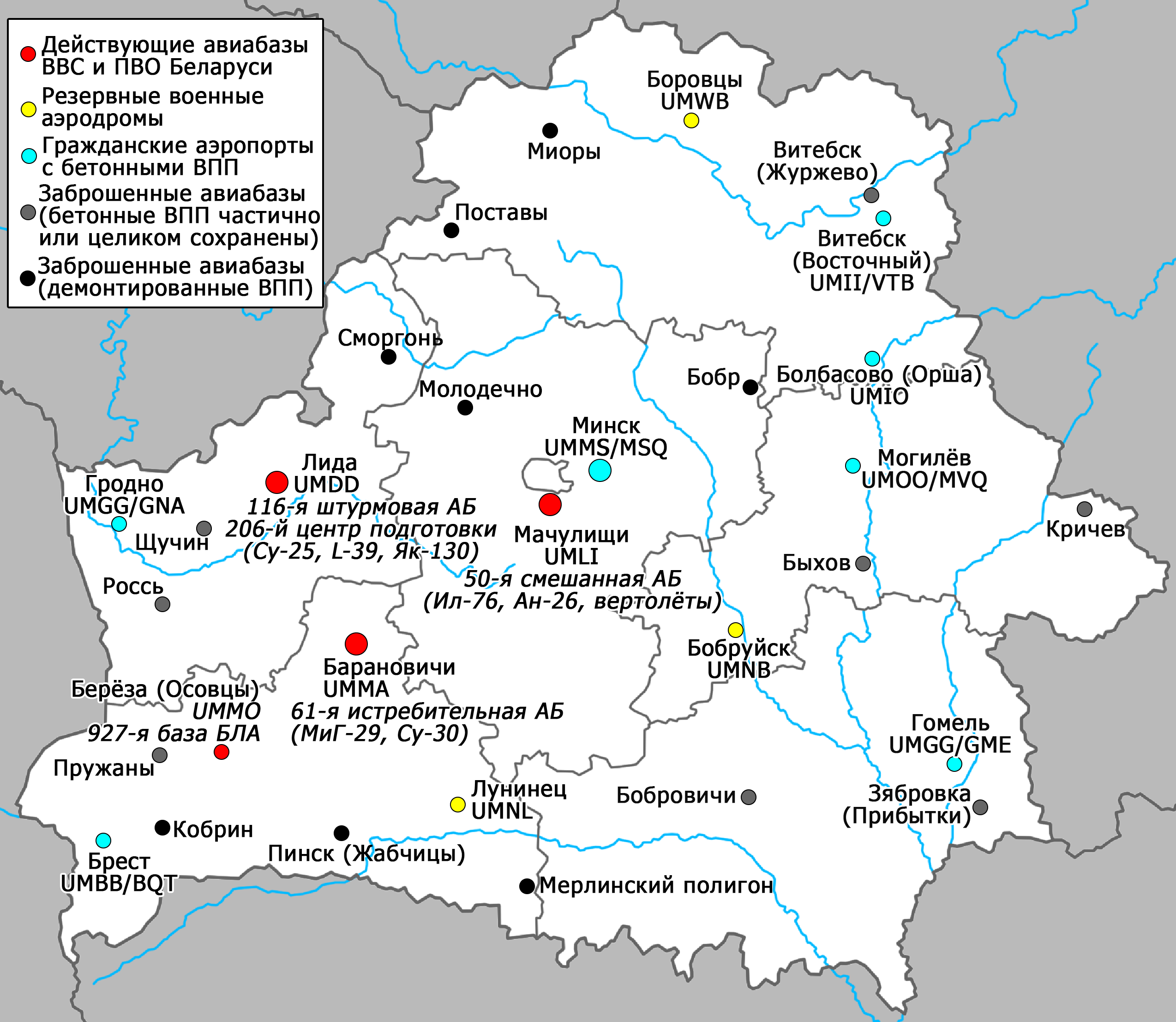
Авиабазы, резервные военные аэродромы и гражданские аэропорты Белоруссии

Лунинец — белорусская резервная военная авиабаза ВВС и войск ПВО Республики Беларусь, расположенная в городе Лунинец Брестской области.

## История
Являлся учебным аэродромом истребителей-бомбардировщиков во время Холодной войны. Здесь базировалась 1169 БРАТ (1169-я резервная база авиационной техники) на вертолетах Ми-8 и Ми-24.
Во время вторжения России в Украину в 2022 году сюда был переброшен 18-й гвардейский штурмовой авиаполк на Су-25СМ (НАТО: Frogfoot).